# Hubtisch
Hubtische sind Hilfsmittel zum Heben und Senken von Lasten. Eingesetzt werden sie als Hubböden, Hubpodien, Hebebühnen und in unterschiedlichen Bereichen der Intralogistik. Ausgeführt sind sie häufig als Scherenhubtisch.
Hubtische werden als Anlagenhubtische, Montagehubtische, Hubtische für den Warentransport oder Verladehubtische betrieben und unterliegen der DIN EN 1570-1 vom Juli 2024, geltend für Hubtische, die keine festen Haltestellen durchfahren, ergänzend der Maschinenrichtlinie 2006/42/EG. Wenn mehr als 2 Haltestellen angefahren werden, unterliegen Hubtische in Teilen der EN 81 Verordnungen für Aufzüge, bzw. EN 1570-2.
Die in der VBG 14 erwähnten Beschaffenheitsanforderungen sind laut der dem Autor vorliegenden Auskunft vom 24. August 2009 des Fachausschusses Förder- und Lagertechnik der Deutschen Gesetzlichen Unfallversicherung mit Inkrafttreten der Maschinenrichtlinie 98/37/EG außer Kraft gesetzt worden, bzw. wurde die gesamte VBG 14 Ende 2003 außer Kraft gesetzt.

## Konstruktion

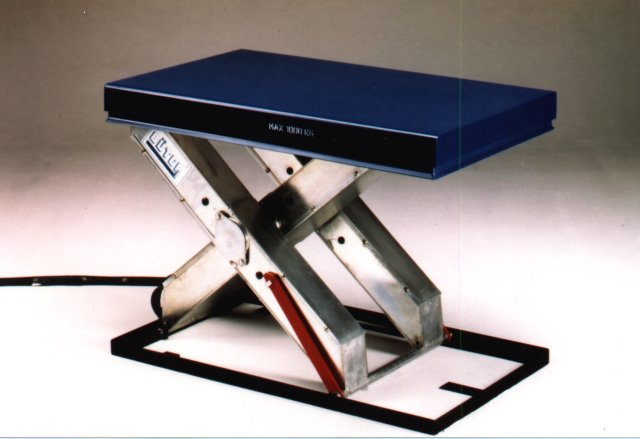
Hubtisch

Ein Hubtisch besitzt an seiner oberen Seite eine Plattform oder einen Oberrahmen als Grund- oder Arbeitsfläche. Unten steht er auf einem Grundrahmen oder Gestell. 
Selbsttragende Grundrahmen werden für Hubtische benötigt, die auf nicht-planen Flächen aufgestellt werden. 
Um die Mechanik zu verdecken und abzuschirmen (Klemmgefahr), kann ein Hubtisch mit Faltenbalg, Kettenvorhang oder PVC-Vorhang ausgestattet werden. 
Brüstungsgeländer auf der Arbeitsfläche sind erforderlich, wenn Personen die Plattform betreten und die Fallhöhe über 50 cm beträgt. Für Verladehubtische, die vor einer Verladerampe platziert werden, eignen sich Portalgeländer als Absturzsicherung.

### Scherenhubtische

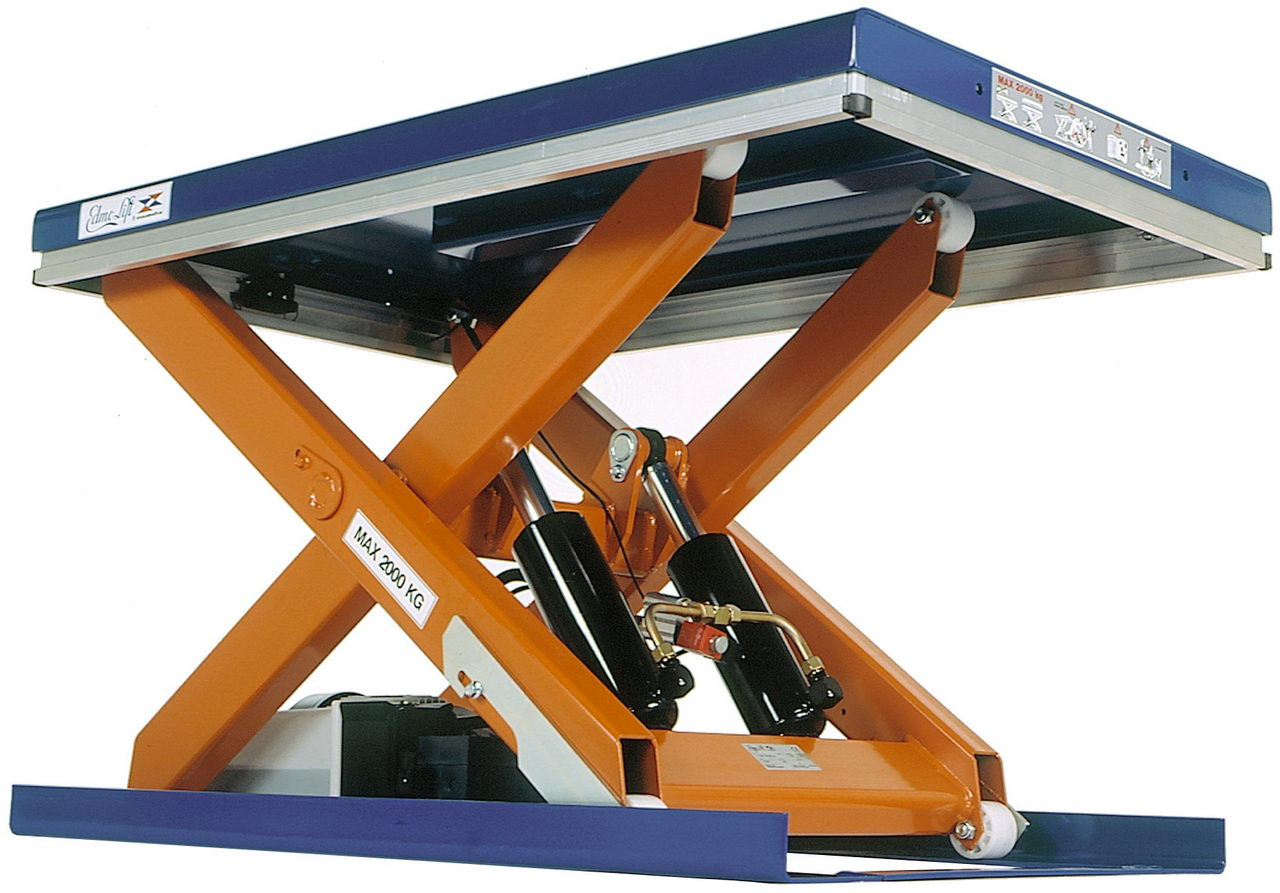
Scherenhubtisch

Bei Scherenhubtischen laufen im Grundrahmen die Lager der Scheren, die aus zwei gleich langen Schenkeln bestehen, die sich um ein Drehgelenk im Mittelpunkt der Schenkel bewegen. 
Auf der Festlagerseite ist die Schere mit dem Grundrahmen und der Plattform verbunden. Auf der Loslagerseite befinden sich die mit Gleitrollen ausgestatteten Scherenlager. Der Antrieb von Hubtischen erfolgt in der Regel über Hydraulikzylinder, Gewindespindel, Riementriebe oder Schubketten. 
Scherenhubtische werden ausgeführt als:
- Einfachscheren-Hubtische: jeweils eine Schere pro Längsseite
- Tandemhubtische: jeweils zwei Scheren pro Längsseite nebeneinander, so dass der Hubtisch eine größere Länge aufweist
- Doppelscheren: jeweils zwei Scheren übereinander, so dass der Hubtisch eine größere Endhöhe aufweist. Sie können durch Verwendung spielfreier Lager noch relativ schwankungsfrei konstruiert werden.

Das Schwanken von Hubtische mit drei oder mehr übereinander liegenden Scheren ist demgegenüber oft nur mit gesonderten Seitenführungen zu vermeiden.

## Maße
Die Höhe der Tischplatte und der Unterbau ergeben in eingefahrenem Zustand die Bauhöhe. Als Nutzhub wird die Differenz zwischen Bauhöhe und Endhub bezeichnet.

### Lastverteilung
Hubtische werden unterschieden in:
- Hubtische für gleichmäßige Lastverteilung
- Hubtische für ungleichmäßige Lastverteilung.

Gleichmäßige Lastverteilung bedeutet, dass 100 % der Last auf die gesamte Fläche des Tisches verteilt werden, bzw. 33 % auf die Hälfte der Fläche der Länge nach, bzw. 50 % auf die Hälfte der Fläche der Breite nach. Rollende Last (bei Lastverteilung von 50/50 je Achse) darf zu 60 % der Nenn-Tragfähigkeit über die Längsseite des Tisches einwirken bzw. 50 % über die Schmalseite des Tisches. Beim Heben und Senken des Hubtisches sollte der Lastschwerpunkt ungefähr mittig über der Längsachse des Tisches liegen. 
Ungleichmäßige Lastverteilung bedeutet, dass der Hubtisch die statische Last auf 70 % der Fläche längs oder quer tragen muss. Rollende Last über die Längsseite muss (bei einer Lastverteilung von 50/50 je Achse) 90 % der Gesamttragfähigkeit betragen; rollende Last über die Schmalseite muss (bei einer Lastverteilung von 50/50 je Achse) 40 % der Tragkraft des Tisches entsprechen. Hierbei wird jeweils davon ausgegangen, dass die Last sich im Mittelpunkt des Tisches bewegt.

## Sicherheit
Die Sicherheitsanforderungen an Hubtische werden in der EN 1570-1, Herausgeber: CEN (European Standards Committee) festgelegt. Dazu gehören unter anderem:
- Totmann-Schaltung: Ein Hubtisch darf sich nur heben oder senken, solange der entsprechende Schalter gedrückt gehalten wird.
- Notaus: Jeder Hubtisch muss an seiner Bedieneinheit über einen Notaus-Schalter/Not-Halt-Taster verfügen.
- Sicherheitskontaktleiste: Hubtische müssen an der Tischplattenunterseite über eine Kontaktleiste verfügen, die bei Berührung auslöst und sofort die Bewegung des Hubtisches stoppt, insofern die definierten Fußfreiräume nicht eingehalten werden können und somit Quetsch- und Scherstellen entstehen.
- Tränenblech: Wenn der Hubtisch von Personen betreten werden soll, muss die Plattformoberfläche rutschfest gestaltet sein. Eine Personen-Mitfahrt ist in der Regel nur für Bediener, als Begleitperson der Last, zulässig.
- Schlauchbruch: Bei hydraulisch angetriebenen Hubtischen ist der Bruch eines Schlauches und damit verbundenes, unkontrolliertes Absinken des Tisches durch spezielle Ventile abzusichern.
- Werkersicherheit: Wird an dem Werkstück auf dem Scherenhubtisch gearbeitet, während der Hubtisch eine Auf- oder Abwärtsbewegung durchführt, so muss der Hubtisch mit einer geeigneten Fangvorrichtung ausgerüstet sein, um ein ungewolltes Absenken zu vermeiden. In Frage kommen etwa Gesperre, ein zweiter unabhängiger Antrieb oder hydraulische Fangzylinder.

## Anwendungsgebiete
Hubtische werden im gewerblichen Bereich eingesetzt als Höhenausgleich im Rahmen der ergonomischen Arbeitsplatzgestaltung oder bei der Übergabe von Werkstücken von einer Ebene auf die andere.
Ein weiterer Anwendungsbereich ist die Verladung. Hier können Hubtische als Verladehubtische eingesetzt werden, um einen reibungslosen Be- oder Entladevorgang zu ermöglichen.